# Гондырвайка
Гондырвайка — река в Удмуртии, протекает в Шарканском и Воткинском районах республики. Устье реки находится в 16 км по левому берегу реки Большая Кивара. Длина реки составляет 10 км.
На реке находится деревня Гондырвай.

## Данные водного реестра
По данным государственного водного реестра России относится к Камскому бассейновому округу, водохозяйственный участок реки — Кама от Воткинского гидроузла до Нижнекамского гидроузла, без рек Буй (от истока до Кармановского гидроузла), Иж, Ик и Белая, речной подбассейн реки — бассейны притоков Камы до впадения Белой. Речной бассейн реки — Кама.
Код объекта в государственном водном реестре — 10010101412111100015533.